# Преобразование Гегенбауэра
Преобразование Гегенбауэра — интегральное преобразование {\displaystyle T\left\{F(t)\right\}} функции {\displaystyle F(t)}:
где {\displaystyle C_{n}^{\rho }(t)} — многочлены Гегенбауэра. Если функция разлагается в обобщенный ряд Фурье по многочленам Гегенбауэра, то имеет место формула обращения
Преобразование Гегенбауэра сводит дифференциальную операцию
к алгебраической
Названо в честь австрийского математика Леопольда Гегенбауэра (1849—1903).